# Federico Maria Butera
Federico Maria Butera (Mezzojuso, 1943) è un ingegnere italiano, professore emerito di fisica tecnica ambientale al Politecnico di Milano e dottore di ricerca honoris causa in Architettura all'Università degli Studi Mediterranea di Reggio Calabria.

## Biografia
Si laurea in Ingegneria Nucleare all'Università di Palermo nel 1968, nella stessa Università svolge la prima parte della sua carriera accademica, dove diventa professore ordinario nel 1986.
Nel 1990 si trasferisce al Politecnico di Milano.
Ha tenuto corsi di impianti tecnici all’Università di Palermo fino al 1990, integrando la trattazione dell'impiantistica tradizionale con quella derivante dall'uso delle fonti energetiche rinnovabili, sia nell'ambito dell'insegnamento della fisica tecnica ambientale al Politecnico di Milano, che in quello della Facoltà di Architettura dal 1991.
Ha partecipato al Progetto Finalizzato Energetica del CNR e anche alle attività della International Energy Agency relative ai temi dell’efficienza energetica e dell'uso delle fonti rinnovabili a scala di edificio anche attraverso lo sviluppo di modelli di simulazione dinamici di sistemi ad energia solare e del comportamento energetico degli edifici. Inoltre, ha studiato il problema del trasferimento di tecnologie di conversione delle fonti energetiche rinnovabili nei Paesi in via di sviluppo.
In una sua ricerca ha studiato come un sistema energetico di un territorio può dare sviluppo ad un’area, utilizzando il potenziale delle fonti energetiche rinnovabili disponibili; successivamente, in una ricerca analoga, ha studiato lo stesso problema su scala europea.
Come project leader per l’Università Tsinghua, a Pechino, con il Sino-Italian Energy Efficient Building (SIEEB), ha studiato il parametro energia nel processo di progettazione architettonica dell'edificio del Dipartimento di Scienze Ambientali della stessa Università.
Nel 2008, per primo in Italia, progetta alcuni edifici a energia zero secondo il modello della progettazione integrata, gli edifici sono: il Leaf House nelle Marche e in Europa il REC Conference Center a Budapest.
Ha svolto attività di formazione rivolta a studenti di architettura e professionisti in molte città dell'East African Community si è anche interessato di progettazione urbana sostenibile a scala di quartiere in clima tropicale, e dello "sviluppo in armonia con la natura" di villaggi rurali degradati nel delta del fiume Azzurro in Cina.

## Contributi
È considerato fra i pionieri dell’ambientalismo scientifico in Italia e della diffusione delle pratiche dell’architettura sostenibile.
Tra i suoi contributi scientifici si segnalano le ricerche sulla pianificazione urbana sostenibile con l'applicazione della termodinamica dei sistemi lontani dall’equilibrio e della scienza della complessità. oltre ai temi della progettazione urbana sostenibile e lo studio del potenziale di fonti energetiche rinnovabili per lo sviluppo di territori. collaborando anche con l'agenzia dell'ONU Habitat.
All'attività di ricerca scientifica da anni affianca un'intensa attività di divulgazione delle problematiche energetiche e dello sviluppo sostenibile, attraverso i suoi libri, articoli su quotidiani e riviste, convinto del ruolo della scienza nell'influenzare le attività sociali e politiche.
Dal 2020 è membro del Comitato Scientifico del Progetto per la sostenibilità della Basilica e della Fabbrica di San Pietro.

## Premi e riconoscimenti
Tra i riconoscimenti nazionali e internazionali ricevuti si segnalano:
- il premio del World Renewable Energy Network come “Pioneer for Contributions in Renewable Energy” nel 1998,[32]
- il premio Eurosolar per l’impegno e le realizzazioni nel campo dell’energia solare e dell’architettura sostenibile nel 2004,[33]
- il PLEA (Passive and Low Energy Architecture) Pioneer Award nel 2015,[34]
- il premio Demetra per la saggistica ambientale[35] e
- il premio L’Europa che vogliamo “Robert Schuman”,[27] conferito dalla Accademia delle Scienze dell’Istituto di Bologna, nel 2021.[36]

## Opere
- Federico Butera, Quale energia per quale società: le basi scientifiche per una politica energetica alternativa, Milano, ISBN 88-202-0246-8, OCLC 797598750.
- Federico Butera e Gianni Silvestrini, Il futuro del sole, Milano, ISBN 88-204-3650-7.
- Federico M. Butera, Energia e tecnologia fra uomo e ambiente: complementi di fisica tecnica per architetti, Milano, ISBN 88-251-7057-2, OCLC 859675696.
- Federico M. Butera, Architettura e ambiente : manuale per il controllo della qualità termica, luminosa e acustica degli edifici, Milano, ISBN 88-453-0776-X, OCLC 797832438.
- Federico M. Butera, Dalla caverna alla casa ecologica: storia del comfort e dell'energia, Milano, ISBN 978-88-6627-123-9, OCLC 908151610.
- Federico M. Butera, Niccolò Aste e Rajendra Adhikari, Sustainable building design for tropical climates : principles and applications for eastern Africa, UN-Habitat, 2014, ISBN 978-92-1-132644-4, OCLC 969567178.
- Federico M. Butera, Energy and Resource Efficient Urban Neighborhood Design Principles in Tropical Countries - A Practitioner’s Guidebook, UN-Habitat, Nairobi, 2018 - HS Number: HS/058/18E
- Federico M. Butera e Jiang Wu, Net Zero Carbon Village Planning Guidelines For the Yangtze River Delta Region in China, UN-Habitat, Nairobi, ISBN 978-92-1-132835-6
- Federico M. Butera, Affrontare la complessità: per governare la transizione ecologica, Milano, ISBN 978-88-6627-319-6, OCLC 1261190520.
- Federico M. Butera, Sole Vento Acqua – Italia a emissioni zero nel 2050, Roma, ISBN 9791280124975
- Federico M. Butera et al., Sustainable Building Design for Africa, UN-Habitat 2023, ISBN 978-92-1-132914-8